# Communauté de communes de la Vallée de l’Homme
Die Communauté de communes de la Vallée de l’Homme ist ein französischer Gemeindeverband mit der Rechtsform einer Communauté de communes im Département Dordogne in der Region Nouvelle-Aquitaine. Sie wurde am 1. Januar 2014 gegründet und umfasst 28 Gemeinden. Der Verwaltungssitz befindet sich in Les Eyzies.

## Historische Entwicklung
Mit Wirkung vom 1. Januar 2019 wurden die bis dahin selbstständigen Gemeinden Coly und Saint-Amand-de-Coly zur Commune nouvelle Coly-Saint-Amand und die bis dahin selbstständigen Gemeinden Les Eyzies-de-Tayac-Sireuil, Manaurie und Saint-Cirq zur Commune nouvelle Les Eyzies zusammengelegt. Dadurch verringerte sich die Anzahl der Mitgliedsgemeinden von 28 auf 26, während sich die Fläche von 519,93 km² auf 527,94 km² vergrößerte, da Coly dem Gemeindeverband Communauté de communes du Terrassonnais en Périgord Noir Thenon Hautefort angehörte.

## Mitgliedsgemeinden
| Gemeinde                                       | Einwohner 1. Januar 2022 | Fläche km² | Dichte Einw./km² | Code INSEE | Postleitzahl |
| ---------------------------------------------- | ------------------------ | ---------- | ---------------- | ---------- | ------------ |
| Aubas                                          | 615                      | 17,53      | 35               | 24014      | 24290        |
| Audrix                                         | 272                      | 6,22       | 44               | 24015      | 24260        |
| Campagne                                       | 418                      | 14,40      | 29               | 24076      | 24260        |
| Coly-Saint-Amand                               | 629                      | 34,41      | 18               | 24364      | 24290, 24120 |
| Fanlac                                         | 137                      | 14,37      | 10               | 24174      | 24290        |
| Fleurac                                        | 320                      | 22,18      | 14               | 24183      | 24580        |
| Journiac                                       | 481                      | 18,88      | 25               | 24217      | 24260        |
| La Chapelle-Aubareil                           | 542                      | 19,85      | 27               | 24106      | 24290        |
| Le Bugue                                       | 2.638                    | 28,96      | 91               | 24067      | 24260        |
| Les Eyzies                                     | 1.133                    | 53,37      | 21               | 24172      | 24620, 24260 |
| Les Farges                                     | 308                      | 8,14       | 38               | 24175      | 24290        |
| Limeuil                                        | 339                      | 10,57      | 32               | 24240      | 24510        |
| Mauzens-et-Miremont                            | 290                      | 20,57      | 14               | 24261      | 24260        |
| Montignac-Lascaux                              | 2.760                    | 37,15      | 74               | 24291      | 24290        |
| Peyzac-le-Moustier                             | 198                      | 10,10      | 20               | 24326      | 24620        |
| Plazac                                         | 710                      | 33,77      | 21               | 24330      | 24580        |
| Rouffignac-Saint-Cernin-de-Reilhac             | 1.662                    | 59,90      | 28               | 24356      | 24580        |
| Saint-Avit-de-Vialard                          | 151                      | 8,45       | 18               | 24377      | 24260        |
| Saint-Chamassy                                 | 496                      | 15,60      | 32               | 24388      | 24260        |
| Saint-Félix-de-Reillac-et-Mortemart            | 178                      | 20,31      | 9                | 24404      | 24260        |
| Saint-Léon-sur-Vézère                          | 430                      | 13,76      | 31               | 24443      | 24290        |
| Savignac-de-Miremont                           | 174                      | 7,62       | 23               | 24524      | 24260        |
| Sergeac                                        | 215                      | 10,71      | 20               | 24531      | 24290        |
| Thonac                                         | 268                      | 11,62      | 23               | 24552      | 24290        |
| Tursac                                         | 339                      | 17,71      | 19               | 24559      | 24620        |
| Valojoulx                                      | 286                      | 11,79      | 24               | 24563      | 24290        |
| Communauté de communes de la Vallée de l’Homme | 15.989                   | 527,94     | 30               | –          | –            |